# アンソニー・ボーエンズ
アンソニー・ボーエンズ（Anthony Bowens, 1990年12月18日 - ）は、アメリカ合衆国ニュージャージー州ナットリー出身のプロレスラー。AEW所属。

## 経歴

### プロレス以前
高校、大学時代は野球に打ち込み、モントクレア州立大学、シートン・ホール大学でプレーした。

### キャリア初期
偶然出会ったサンティーノ・マレラに勧められて2012年からプロレスのトレーニングを開始。2013年にデビューした。
2016年12月21日にWWEのNXTでタッグマッチを行ったが、この試合で脳震盪を起こした。

### インディー団体
脳震盪から復帰後は様々な団体を転々とし、CZWやGFW、TNAなどに参戦した。

### AEW
2020年11月、マックス・キャスターと共にAEWと5年契約を結んだ。キャスターとはタッグチーム「ジ・アクレイムド」を結成した。
2022年5月に膝の手術を受け、数ヶ月間を車椅子で過ごしたが、その間も番組出演は続け、定期的にプロモーションを行った。9月21日放送のPPV『グランドスラム』にてキャスターと組んでAEW世界タッグチーム王座を初戴冠した。

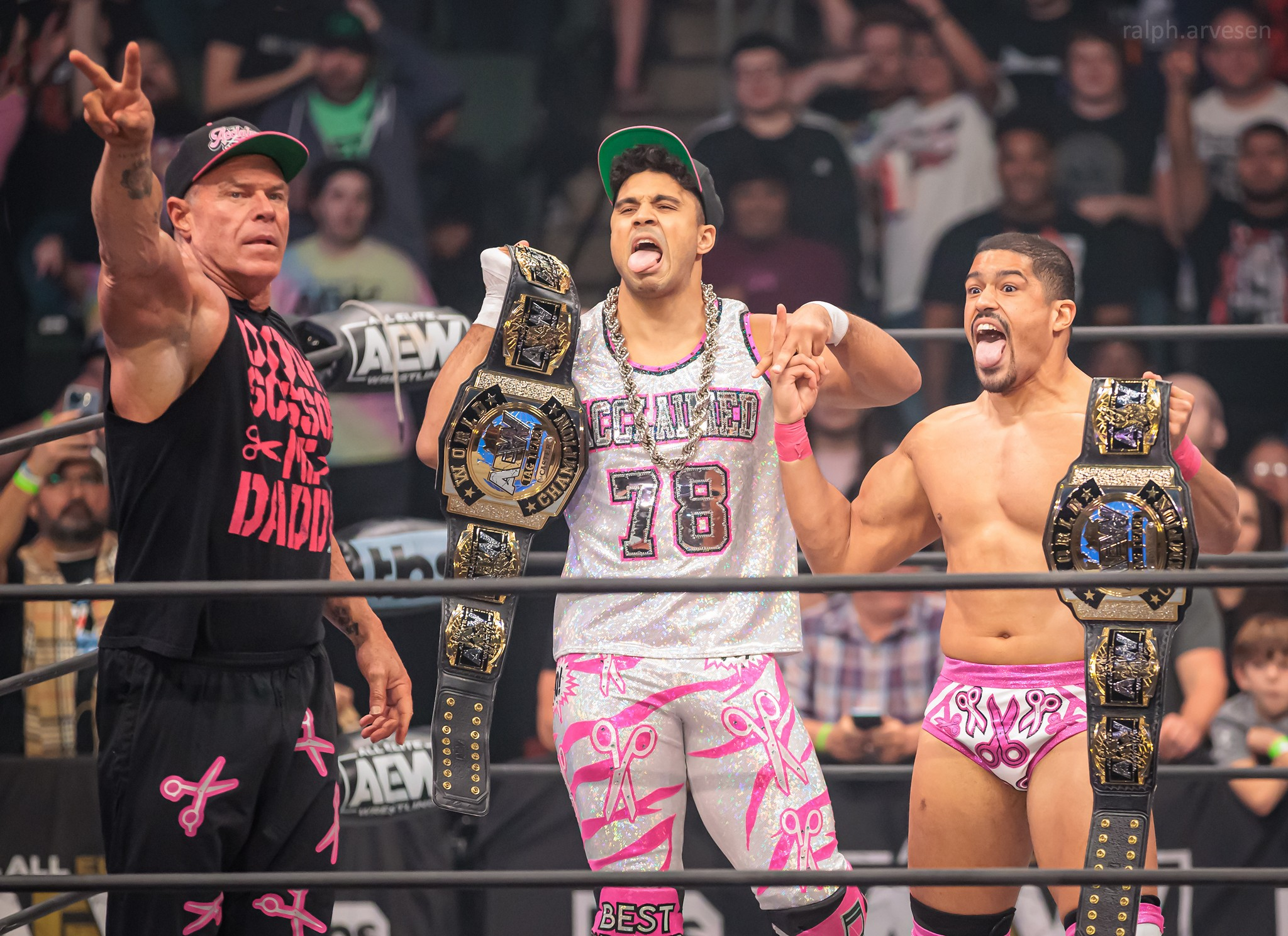
2022年、AEW世界タッグチーム王座を戴冠

2023年2月8日、コルテン・ガン、オースティン・ガンに敗れて王座陥落した。その後はコルテン、オースティンの実父であるビリー・ガンと協力するようになり、8月27日にキャスター、ビリーと共にAEW世界トリオ王座を初戴冠した。
2024年4月21日、ROH世界6人タッグチーム王者のジェイ・ホワイト、コルテン・ガン、オースティン・ガンとの王座統一戦に敗れ、陥落した。

## 人物
ゲイであることを公表している 。
MLBのサンフランシスコ・ジャイアンツのファンで、MLBネットワークのスタジオで働いていた時期がある。

## 獲得タイトル
AEW
- AEW世界タッグチーム王座：1回

w / マックス・キャスター
- AEW世界トリオ王座：1回

w / マックス・キャスター、ビリー・ガン
バトル・クラブ・プロ
- BCPフランチャイズ王座：1回

インディペンデント・レスリング・フェデレーション
- IWFジュニアヘビー級王座：1回

レッスルプロ
- レッスルプロ・ゴールド王座：3回

プロレスリング・イラストレーテッド
- 現役プロレスラーTop500：304位（2021年）